# منطقه ناوائه
منطقه ناوائه یکی از منطقه های استان موروبه واقع در کشور پاپوآ گینه نو می باشد. مرکز این منطقه بوآنا است. این منطقه خود از ۳ فرمانداری محلی تشکیل می گردد که هر فرمانداری به منظور سهولت در امر آمارگیری خود به چند بخش تقسیم می شود. طبق آمار سال ۲۰۰۰ میلادی جمعیت این منطقه ۳۴٬۹۶۷ نفر بوده است.

## تقسیمات
این منطقه دارای ۳ فرمانداری محلی است که اسامی آن ها به شرح زیر است:
- فرمانداری محلی روستایی لابوتا
- فرمانداری محلی روستایی ناباک
- فرمانداری محلی روستایی وائین-اراپ